# (29991) Dazimmerman
(29991) Dazimmerman est un astéroïde de la ceinture principale.

## Description
(29991) Dazimmerman est un astéroïde de la ceinture principale. Il fut découvert le 3 janvier 2000 à Socorro (Nouveau-Mexique) par le projet LINEAR. Il présente une orbite caractérisée par un demi-grand axe de 2,97 UA, une excentricité de 0,03 et une inclinaison de 2,1° par rapport à l'écliptique.

## Compléments